# Ptychadena anchietae
Ptychadena anchietae là một loài ếch trong họ Ptychadenidae.
Nó được tìm thấy ở Angola, Botswana, Cộng hòa Congo, Cộng hòa Dân chủ Congo, Djibouti, Eritrea, Ethiopia, Kenya, Malawi, Mozambique, Namibia, Somalia, Nam Phi, Sudan, Swaziland, Tanzania, Uganda, Zambia, Zimbabwe, có thể cả Burundi, và có thể cả Rwanda.
Các môi trường sống tự nhiên của chúng là các khu rừng ẩm ướt đất thấp nhiệt đới hoặc cận nhiệt đới, các khu rừng vùng núi ẩm nhiệt đới hoặc cận nhiệt đới, xavan khô, xavan ẩm, vùng đất có cây bụi nhiệt đới hoặc cận nhiệt đới, vùng cây bụi ẩm khu vực nhiệt đới hoặc cận nhiệt đới, đồng cỏ khô nhiệt đới hoặc cận nhiệt đới vùng đất thấp, sông, sông có nước theo mùa, hồ nước ngọt, đầm nước ngọt, đầm nước ngọt có nước theo mùa, sa mạc nóng, đất canh tác, vườn nông thôn, các vùng đô thị, và ao.